# 北電興業
北電興業株式会社（ほくでんこうぎょう）は、北海道札幌市中央区に本社を置く、ほくでんグループ企業のオフィスや厚生施設などの管理運営やビルメンテナンス業務、不動産業務、広告代理店事業や電柱広告、建物の省エネルギー事業や建物・設備の維持・保全を主としトータルマネジメントを行っている北海道電力の非連結子会社。

## 沿革
- 1956年4月　北電興業株式会社を設立。
- 1957年4月　電柱広告業開始。
- 1958年4月　印刷業開始。
- 1972年11月　北電興業ビル新築、貸しビル業務開始。
- 1973年4月　環境緑化、土木建築業務開始。
- 1976年10月　生命保険募集業務開始。
- 1977年4月　建設コンサルタント業務開始。
- 1980年10月　港湾運送業務、船舶代理店業務開始。
- 1990年9月　トラベルセンター開設。（平成13年10月　旅行センターに改称）
- 2000年3月　情報システム委員会事務局、諸経費検討委員会事務局設置。
- 2000年4月　建築部ISO9001認証取得。
- 2002年10月　技術部を株式会社北海道都市建設綜合事務所へ吸収分割。（同年月北電総合設計株式会社に社名変更）
- 2005年4月　北海道用地株式会社の不動産部門を吸収し分割。
- 2007年6月　特例子会社株式会社ほくでんアソシエ設立。（北電興業出資比率1％）
- 2009年4月　苫東厚真発電所灰処理業務を北海道パワーエンジニアリング株式会社から引き継ぎ受託開始
- 2016年6月　社長の高橋賢友が北海道経済連合会会長に就任
- 2018年4月　不動産事業開発プロジェクト設置

## 事業所
- 本店 - 札幌市中央区北1条東3丁目1-1
- 苫東事業所 - 苫小牧市字弁天517 北海道電力 苫東厚真発電所構内
- 泊事業所 - 古宇郡泊村大字堀株村字ヘロカルウス789 北海道電力 泊発電所構内
- 旭川営業所 - 旭川市4条通12丁目1444-1 北海道電力 道北支社内
- 北見営業所 - 北見市北8条東1丁目2-1 北海道電力 北見支社内
- 釧路営業所 - 釧路市幸町8丁目1 北海道電力 釧路支社内
- 帯広営業所 - 帯広市西5条南7丁目2-1 北海道電力 道東支社内
- 苫小牧営業所 - 苫小牧市末広町3丁目8-18 森林組合ビル7階
- 函館営業所 - 函館市千歳町25-15 北海道電力 函館支社内
- 石狩湾新港事務所 - 小樽市銭函5丁目192番地1 北海道電力 石狩湾新港発電所構内
- 旅行センター - 札幌市中央区大通東1丁目2 北海道電力本店内
- 北二条クラブ - 札幌市中央区北2条西21丁目
- 湯処花ゆづき - 札幌市西区二十四軒3条1丁目
- 伊達事務所 - 伊達市長和町163-1 北海道電力 伊達発電所構内
- とまりん館 - 古宇郡泊村大字掘株村字古川45-1
- 知内事務所 - 上磯郡知内町字元町28-13 北海道電力 知内発電所構内